# Eurostopodus diabolicus
Eurostopodus diabolicus също позната като  нощницата на Хайнрих,  е средно голяма, тъмнокафява нощница, ендемична за индонезийския остров Сулавеси птица от семейство Caprimulgidae. Видът е световно застрашен, със статут Уязвим.

## Разпространение
Видът е разпространен в Индонезия.